# Lijst van rijksmonumenten in 't Zandt
De plaats 't Zandt telt 15 inschrijvingen in het rijksmonumentenregister. Hieronder een overzicht. 
| Object                                                                 | Oorspronkelijke functie? | Bouwjaar | Architect              | Locatie           | Coördinaten?                  | Nr.?   | Afbeelding                                      |
| ---------------------------------------------------------------------- | ------------------------ | --- | ---------------------- | ----------------- | ----------------------------- | ------ | ----------------------------------------------- |
| Alberdaheerd                                                           | Boerderij                | 1859 (schuur) ca. 1875 (theekoepel) 1905 (schuur)                                                            |                        | Boslaan 1         | 53° 21' 44" NB, 6° 47' 7" OL  | 40294  | Meer afbeeldingen                               |
| Mariakerk met vrijstaande toren (zie foto)                             | Kerk en kerkonderdeel    | 1200-1250 (toren) 1250-1275 (schip) 15e eeuw (koor) 1714 (herst. toren) 1762 (herst. toren) 1962-'67 (rest.) | R. Offringa (1962-'67) | Hoofdstraat 41    | 53° 21' 58" NB, 6° 46' 25" OL | 40295  | Meer afbeeldingen                               |
| Woning onder zadeldak evenwijdig aan de straat                         | Woonhuis                 | begin 19e eeuw                                                                                               |                        | Oosterstraat 33   | 53° 22' 3" NB, 6° 46' 36" OL  | 40296  | Meer afbeeldingen                               |
| Sarrieshut                                                             | Woonhuis                 | 17e eeuw |                        | Schatsborgerweg 4 | 53° 21' 34" NB, 6° 46' 52" OL | 40297  | Meer afbeeldingen                               |
| Renteniershuis met aangebouwde schuur                                  | Woonhuis                 | 1850-1900 |                        | Schatsborgerweg 8 | 53° 21' 32" NB, 6° 46' 55" OL | 40298  | Meer afbeeldingen                               |
| Wierde                                                                 | Archeologisch monument   | ca. begin jaartelling                                                                                        |                        | dorpscentrum      | 53° 20' 45" NB, 6° 47' 52" OL | 46193  | Upload foto                                     |
| Borgterrein (Omtadaburgh)                                              | Archeologisch monument   | 13e eeuw of later                                                                                            |                        | bij Omtadaweg 8   | 53° 22' 21" NB, 6° 47' 18" OL | 46197  | Upload foto                                     |
| Borgterrein (Alberdaheerd)                                             | Archeologisch monument   | 13e eeuw of later                                                                                            |                        | Boslaan           | 53° 21' 43" NB, 6° 47' 8" OL  | 46199  | Borgterrein (Alberdaheerd)                      |
| Voorm. herberg (tot 1900: gemeentehuis)                                | Horeca                   | 1818 ca. 1880 (huidige vorm) 1923 (verb.) 1956 (verb.)                                                       |                        | Hoofdstraat 45    | 53° 21' 58" NB, 6° 46' 26" OL | 517374 | Meer afbeeldingen                               |
| Voorm. winkelwoning met schuur                                         | Werk-woonhuis            | 1883 (schuur verm. ouder) 1965 (verb.)                                                                       |                        | Hoofdstraat 47    | 53° 21' 59" NB, 6° 46' 26" OL | 517382 | Winkelwoning Voorm. winkelwoning met schuur     |
| Burgemeesterswoning met achterhuis en koetshuis                        | Dienstwoning             | 1911 |                        | Hoofdstraat 63    | 53° 22' 4" NB, 6° 46' 21" OL  | 517387 | Burgemeesterswoning met achterhuis en koetshuis |
| Omtadaburgh                                                            | Boerderij                | 1851 (herb.) 1867 (voorhuis) 1871 (herb. hals en schuur)                                                     |                        | Omtadaweg 8       | 53° 22' 22" NB, 6° 47' 19" OL | 517388 | Meer afbeeldingen                               |
| Villaboerderij in Amsterdamse Schoolstijl                              | Boerderij                | 1780 1906-'07 (aanbouw) 1927 (huidige vorm) 1991 (rest. schuur)                                              | E. Rozema              | Omtadaweg 6       | 53° 22' 16" NB, 6° 46' 57" OL | 517413 | Villaboerderij in Amsterdamse Schoolstijl       |
| Villaboerderij: voorhuis, hals en driekapschuur met aangebouwde garage | Boerderij                | 1932 | T. van Hoorn           | Korendijk 13      | 53° 23' 5" NB, 6° 46' 28" OL  | 517368 | Upload foto                                     |
| Bijschuur                                                              | Boerderij                | 1930 |                        | bij Korendijk 13  | 53° 23' 5" NB, 6° 46' 28" OL  | 517369 | Upload foto                                     |